# Narrenzeitung

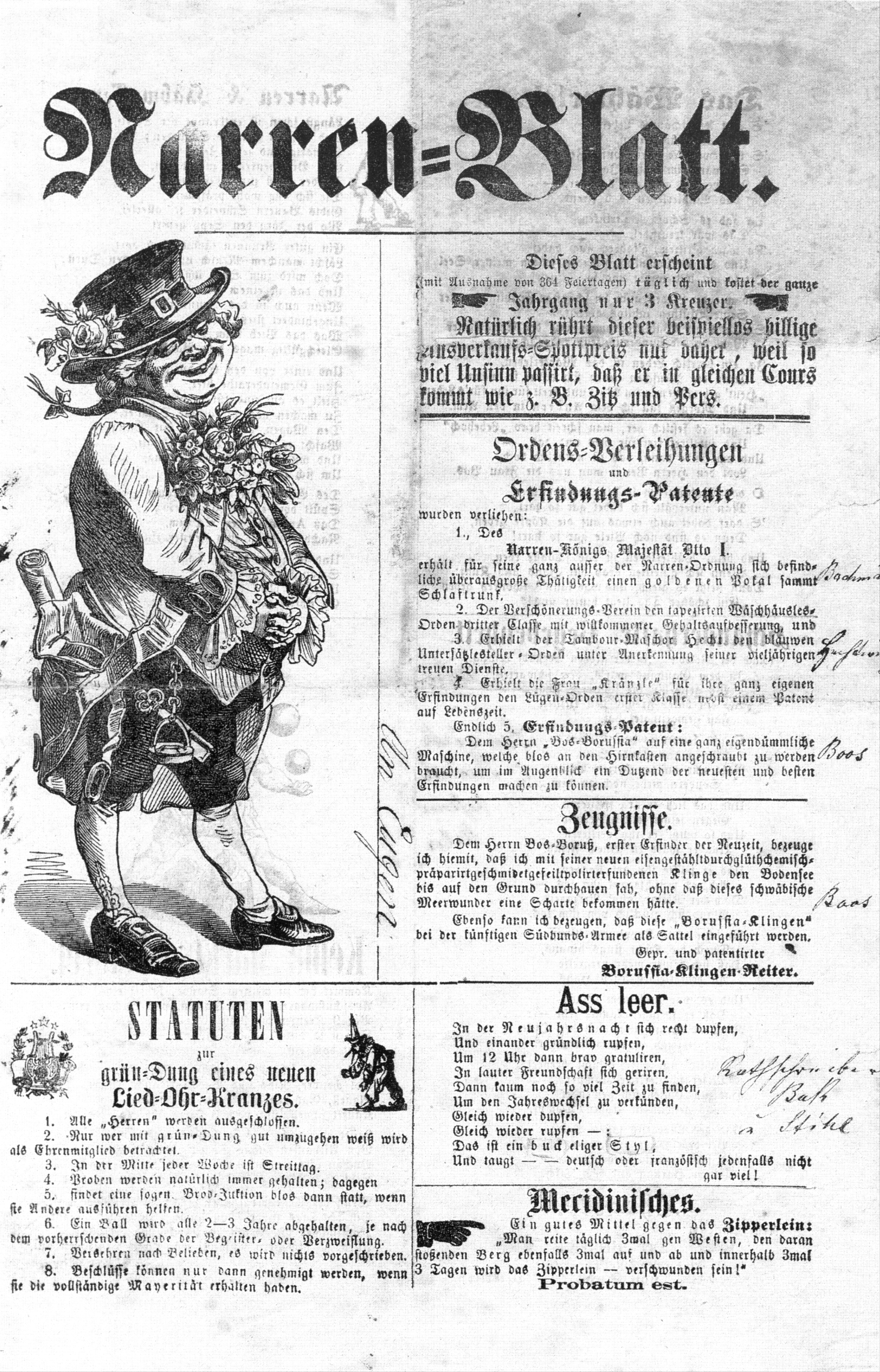
Narren-Blatt von 1869 aus Ravensburg

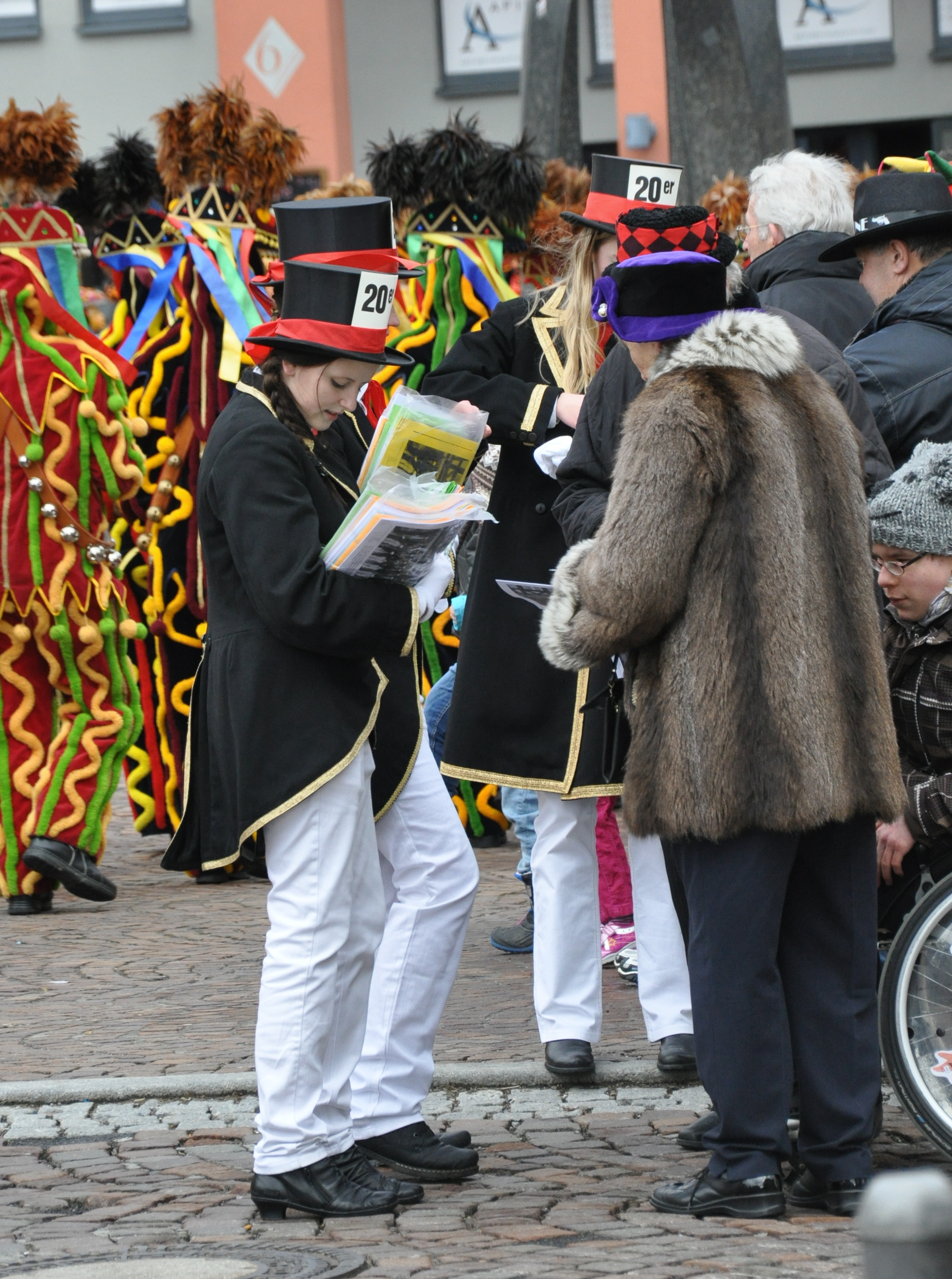
An der Schömberger Fasnet verkaufen die „Zwanzger“-Jahrgänger das „Narrenblättle“ (2014).

Eine Narrenzeitung (auch Karnevalszeitung, Fasnachtszeitung, Faschingszeitung, Fasnetzeitung) ist eine humoristische Zeitung zur Karnevalszeit, welche Ereignisse des vergangenen Jahres aufs Korn nimmt.
Kanevalszeitungen humorisieren und kommentieren traditionell die Taten und Peinlichkeiten der Obrigkeiten. Aus diesen Gründen gab es immer wieder Zensur. So 1830 durch Preußen bei der seit 1825 bestehenden Kölner Karnevalszeitung oder durch die Nationalsozialisten beispielsweise bei der Konstanzer Narrenzeitung „Der Hemdglonker“.
Seine Komik entfaltet die Narrenzeitung vor allem dadurch, dass man sich über andere Leute, die in ihrer Art dem Leser bekannt sind, lustig macht.
Mit der Zeit wurden im dörflichen Umfeld auch lustige Ereignisse über „normale Bürger“, die sich im Dorfgeschehen ergaben, in die Zeitungen aufgenommen. So erschließt sich der Humor in den Narrenzeitungen aber oftmals nur einheimischen Lesern, welche die versteckten Anspielungen verstehen können.
Narrenzeitungen bekommen oftmals einen besonderen Namen, der einen Bezug zur jeweiligen Narrenvereinigung herstellt.

## Beispiele
- Fasnachtszeitung in Langenthal, 1910
- Der Eselstuhl in Schaan, als erste Narrenzeitung Liechtensteins
- Das Hanaukenblatt in Nendingen
- Der Postheiri der Narrenzunft Honolulu, Solothurn
- Die Karnevalszeitung des Festkomitee Kölner Karneval
- Die Karnevalszeitung in Dülken, 1920er